# Kerk van Borgsweer
De kerk van Borgsweer is een eenvoudige zaalkerk uit 1881 op de wierde van Borgsweer in de Nederlandse gemeente Eemsdelta. Blijkens een gedenksteen uit 1635 heeft er eerder een kerk op dezelfde plek gestaan. In de kerk bevinden zich een preekstoel uit de zeventiende eeuw en een kerkorgel uit 1900, gebouwd door de gebroeders Van Oeckelen. In de toren, die uit 1859 stamt en dus ouder is dan het kerkgebouw, hangt een luidklok uit 1627. Het gebouw is eigendom van de Stichting Nicolaus Gillot, genoemd naar de laatste predikant van de kerk.

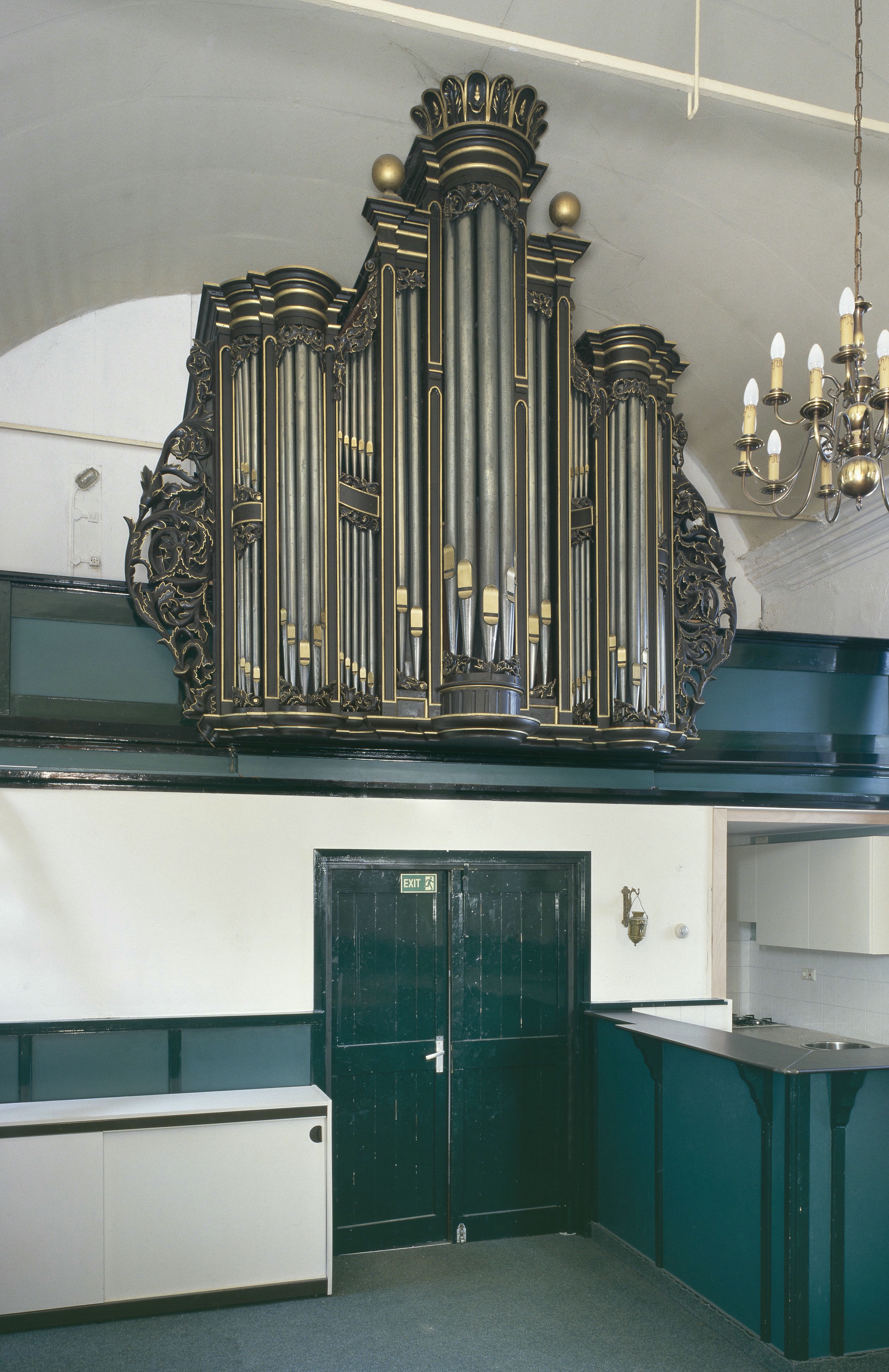
Orgel in de kerk van Borgsweer, gebouwd door Cornelis Aldegundis van Oeckelen en Antonius van Oeckelen, 1900